# Hakusan
Hakusan (白山市 Hakusan-shi?) es una ciudad localizada en la prefectura de Ishikawa, Japón.
La ciudad fue fundada el 1 de febrero del 2005 como resultado de la fusión de la ciudad de Mattō con siete ciudades y aldeas del Distrito de Ishikawa. Con fecha 1 de abril del 2008 la ciudad tenía una población estimada de 110.654 habitantes y una densidad de 147 personas por km². La superficie total es 755.17 km².

## Puntos de interés
- El santuario "Shirayamahime-jinja"
- Estación Experimental del Bosque Ishikawa
- Los embalses "Yoshinodani", "Tedorigawa" y "Oguchi"

## Referencias

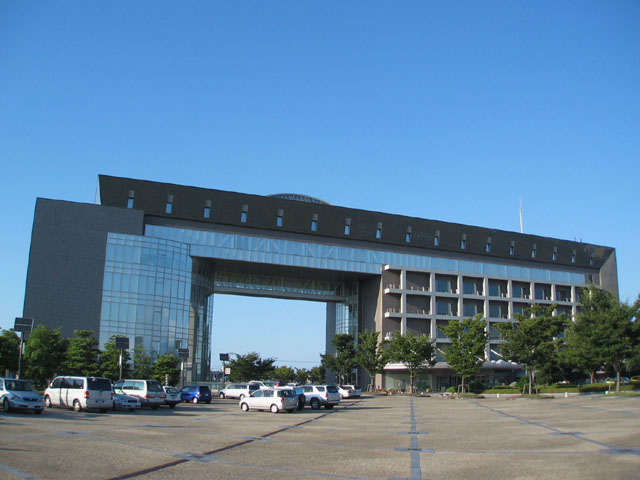
Ayuntamiento de la ciudad.